# Eugen Locher
Eugen Ferdinand Locher (* 2. März 1890 in Ellwangen (Jagst); † 11. August 1946 in Erlangen) war ein deutscher Rechtswissenschaftler und Lehrstuhlinhaber.

## Leben
Nach dem Abitur 1909 am humanistischen Karls-Gymnasium Stuttgart studierte er Rechtswissenschaften und Staatswissenschaften an der Eberhard-Karls-Universität Tübingen und der Universität Leipzig. Seit 1909 war er Mitglied der katholischen Studentenverbindung AV Guestfalia Tübingen im CV. 1914 legte er die erste juristische Staatsprüfung in Tübingen ab und 1917 die zweite juristische Staatsprüfung in Stuttgart.
Danach war er im württembergischen Justizministerium zunächst als Hilfsarbeiter und von 1918 bis 1922 als Regierungsrat tätig. Von 1922 bis 1926 war er Richter am Landgericht Tübingen.
Während der Weimarer Republik war Locher Mitglied der katholischen Zentrumspartei.
Nach der 1922 erfolgten Promotion und Habilitation war er im Wintersemester 1922/23 Privatdozent in Tübingen. Ab dem 1. April 1926 war er außerordentlicher Professor für Zivilrecht in Tübingen und ging dann nach Erlangen, wo er vom 1. Oktober 1926 bis zum 31. März 1942 als ordentlicher Professor für Deutsches und Bürgerliches Recht, Handels-, Wechsel- und Arbeitsrecht und Deutsche Rechtsgeschichte tätig war. In Erlangen war er von 1928 bis 1930 Prokanzler und von 1932 bis November 1933 Rektor. Am 31. Januar 1933 ließ er, gezwungen vom NSDAP-Ortsgruppenleiter,  Hakenkreuzfahnen aufziehen.
Ab dem 1. April 1942 war er ordentlicher Professor für Handels-, Arbeits- und Zivilprozeßrecht in Kiel und danach ab dem 1. Oktober 1944 ordentlicher Professor an der Handelshochschule Berlin. Er erhielt ab dem 1. November 1945 einen  Lehrauftrag für Deutsches und Bürgerliches Recht, Handels-, Wechsel- und Arbeitsrecht in Erlangen und war dort ab dem 1. April 1946 kommissarischer Vertreter des Lehrstuhls für Deutsches und Bürgerliches Recht, Handels-, Wechsel- und Arbeitsrecht. Im Sommersemester 1946 nahm er zugleich einen Lehrauftrag in München wahr. Er erhielt Rufe nach Münster und Würzburg, die er ablehnte. Ab dem 1. August 1946 war er ordentlicher Professor für Deutsches und Bürgerliches Recht, Handels-, Wechsel- und Arbeitsrecht in Erlangen.
Er war förderndes Mitglied der SS und Mitglied im Bund Nationalsozialistischer Deutscher Juristen sowie im Nationalsozialistischen Lehrerbund.
Locher war katholisch und seit 1919 mit Anita Ignatia Euphemia da Ponte verheiratet.

## Veröffentlichungen (Auswahl)
- Das württembergische Hofkammergut: Eine rechtsgeschichtliche Studie. Ferdinand Enke Verlag, Stuttgart 1925.
- Krisennotrecht: Antrittsrede des neuen Rektors Professor Dr. Eugen Locher gehalten am 4. November 1932. Palm & Enke, Erlangen 1932.
- Die Neugestaltung des Liegenschaftsrechtes. Deutscher Rechtsverlag, Berlin, Leipzig, Wien 1942.
- Das Recht der Wertpapiere. Mohr Siebeck, Tübingen 1947.